# Monmouth Mountain
Monmouth Mountain – szczyt w Kolumbii Brytyjskiej, w Kanadzie, w paśmie Pacific Ranges. Pierwotnie, w 1924 przyjęto nazwę Mount Monmouth, którą w 1951 zmieniono na obecną. Pochodzi ona od brytyjskiego krążownika HMS Monmouth, zatopionego w 1914.